# Sebastes kiyomatsui
Sebastes kiyomatsui är en fiskart som beskrevs av Yoshiaki Kai och Tetsuji Nakabo 2004. Sebastes kiyomatsui ingår i släktet Sebastes och familjen kungsfiskar. Inga underarter finns listade i Catalogue of Life.